# Laboratorio Submarino 2020
Laboratorio submarino 2020 (en inglés Sealab 2020) es una serie animada de corta duración, producida por Hanna-Barbera.
La serie trata sobre una base submarina de investigación con un propósito ambiental. Fue estrenada en la cadena NBC el 9 de septiembre de 1972 y fue cancelado después de solo trece episodios de media hora de duración, viéndose su capítulo final solo dos meses y 23 días después del estreno de la serie.
La serie completa no ha sido aún lanzada en formato DVD, aunque el episodio piloto, "La amenaza profunda", está incluido en el primer disco del pak de DVD de la Warner Bros. "Saturday Morning Cartoons: 1970s Vol. 2". Esta colección, compuesta por episodios sueltos de caricaturas de finales de los años 60 y principios de los años 70, también incluyó a otras series animadas de Hanna-Barbera, tales como Los Osos Revoltosos, Shazzan, El Valle de los Dinosaurios, Pulgarcito, Investigador Privado, entre otros.
Más recientemente, la compañía Milton Bradley Company realizó un juego de mesa estratégico basado en la serie, de 30 minutos de duración. En él, cada jugador controla a su equipo de buceadores para que salgan del laboratorio Submarino para explorar las profundidades del océano, y el primer jugador en llevar a su equipo de investigación de nuevo al Laboratorio con muestras de la búsqueda, gana el juego. Cada jugador tiene un equipo de 3 figuras que comienzan en el centro del tablero. En las 4 esquinas del tablero hay tesoros submarinos que obtener (para cada jugador). Los movimientos se hacen al estilo de las damas chinas, hasta que un jugador los encuentra todos y regresa a casa.
Fue posteriormente reeditada por la productora 70/30 Productions, para la creación de una serie para adultos: Laboratorio Submarino 2021, la cual se estrenó en el segmento Adult Swim el domingo 9 de octubre del año 2005 en Latinoamérica, siendo una parodia de la serie original.
Laboratorio Submarino 2020 recibió finalmente su emisión en todo el mundo, gracias al canal Boomerang de Cartoon Network, el cual la emitió a partir del año 2004 durante el bloque Boomeraction. Posteriormente, debido al cambio de imagen de la cadena, la serie pasó a ser vista en las madrugadas por este mismo canal, el cual la quitó de su bloque de clásicos en el mes de abril del año 2007.

## Argumento
Nos encontramos en el Planeta Tierra, en el año 2020 d. C. El siglo XXI prueba traer para nosotros un nuevo porvenir, pues la humanidad está en busca de nuevas formas de expansión y colonización, para la mejora y seguridad de nuestro estilo de vida.
La serie nos cuenta la historia de un proyecto denominado "Laboratorio Submarino 2020", puesto en marcha hace muchos años por la "Fundación Oceánica del gobierno de los Estados Unidos", con el propósito de evitar la total extinción de las especies marinas a causa de la desmedida contaminación, ambición y codicia del hombre.
Ubicado en las profundidades del Mar Monte (en el Océano Atlántico), y en el pico de una montaña bajo el mar, se encuentra una gigantesca ciudad sumergida.
En realidad, este laboratorio es una gigantesca base submarina de investigación, en la cual viven 250 hombres, mujeres y niños, quienes día a día se dedican a descubrir nuevas maneras de salvar y preservar las hábitats útiles para el ser humano, así como estudiar las condiciones de vida en su ciudad sub-acuática. Por este motivo, en el Laboratorio Submarino, existen diversos módulos numerados (módulo 5, módulo 6, Módulo 7, etc), cada uno especializado en cumplir alguna función: crianza de animales, cosecha de algas, etc. También encontraremos otras áreas, tales como el cuarto del tanque (por donde los buzos salen al mar), la cámara del reactor nuclear (el cual mantiene en funcionamiento a toda la base), la unidad médica, el salón del sonar (una sala donde se captan millones de sonidos de la vida marina), sin mencionar los restaurantes, tiendas y habitaciones del personal y de todos los demás habitantes. Un gigantesco complejo submarino, especialmente construido para la vida y subsistencia de diferentes especies de seres humanos, con todo lo que estos necesitan para trabajar y criar a sus familias.
Cada día, los buzos y oceonautas del Laboratorio Submarino salen de él a explorar las profundidades del mar, listos para enfrentar los problemas, retos y peligros que estas encierran.
El Laboratorio Submarino está bajo la dirección del Dr. Paul Williams, quien dirige y supervisa a los oceanógrafos en su trabajo. El capitán de la base es el almirante Michael Murphy, quien cuida de sus aventureros nietos, Bobby y Sally Murphy, mientras les enseña a vivir en el mar. El compañero del capitán Murphy es un callado muchacho de 19 años llamado Sparks, el operador de radio de la estación que maneja la comunicación entre el Laboratorio y el mundo exterior. El resto de la tripulación está conformado por biólogos y científicos, tales como el buzo experto Hal, la inteligente Gayl, Ed, entre otros. Eso claro, sin contar a la maestra de los niños que viven en la base, ya que el proyecto le da cobijo a niños huérfanos con el fin de apoyar causas humanitarias.
Todos ellos, nos llevarán a conocer el maravilloso mundo que se oculta bajo el mar, y nos enseñarán lecciones morales que nos ayudarán a cuidar el medio ambiente del mundo en el cual vivimos, ya que como una vez dijo un viejo residente del Laboratorio, "Nosotros vivimos en un medio ambiente muy peligroso, y nuestra seguridad depende única y exclusivamente de todos y cada uno de nosotros".
La serie presenta una mezcla entre los programas de acción, aventura y ciencia ficción que produjo Hanna-Barbera durante el periodo de finales de los años 60, con pequeños fragmentos cómicos y una carga de aspectos educacionales. Una caricatura entretenida e inteligente al mismo tiempo, con una interesante visión de un cercano futuro, presentándonos un maravilloso universo sumergido, donde asistimos a emocionantes aventuras llenas de fantasía y color.
Los personajes y hermosos escenarios submarinos de la serie, fueron diseñados por el famoso dibujante Alex Toth, quien mucho antes había prestado su talento para la creación de muchas otras series de Hanna-Barbera, como por ejemplo, Shazzan, Los Herculoides, Moby Dick y Mighty Mightor, y muchas otras.

## Personajes y voces
- Doctor Paul Williams - Ross Martin
- Capitán Michael Murphy - John Stephenson
- Robert Murphy - Josh Albee
- Sally Murphy - Pamelyn Ferdin
- Teniente Sparks - William Callaway
- Hal - Jerry Dexter
- Gail - Ann Jillian
- Ed - Ron Pickard
- Mrs. Thomas - Olga James
- Jamie - Gary Shapiro

## Episodios
A continuación la relación de los episodios de Laboratorio Submarino 2020, con sus respectivas fechas de emisión en los Estados Unidos, sus títulos en inglés y en español y una sinopsis de cada uno de ellos:
1. Piloto (pilot): No fue emitido.
2. La Amenaza profunda (Deep Threat), episodio 01, Emitido el 9 de septiembre de 1972: El Mar Monte sufre varios y repentinos terremotos, los cuales abren brechas en el suelo marino mostrando grandes plataformas de residuos radiactivos, que fueron vertidos en esa parte del mar durante la década de los años 70. La tripulación del Laboratorio debe encontrar y detener esta amenaza, antes de que todo lo que hay en el Mar Monte sea expuesto a una radiación letal. Mientras tanto, los nietos del capitán Murphy han salido a buzear sin decírselo a nadie y deben ser encontrados antes de que caigan en peligro.
3. Perdidos (Lost), episodio 02, emitido el 16 de septiembre de 1972: Una enorme tormenta azota el Atlántico, dejando fuera de combate todos los equipos y sistemas del Laboratorio, dejando al Submarino y sus habitantes perdidos en algún lugar en medio del océano.
4. Fiebre verde (Green Fever), episodio 03, Emitido el 23 de septiembre de 1972: Un ancla golpea el Laboratorio Submarino, causando que uno de los compartimentos se inunde. Posteriormente, los habitantes de la base se ven expuestos a contagiarse de una extraña enfermedad conocida como Fiebre Verde, la cual es mortal y provoca alucinaciones.
5. La ballena cantante (The Singing Whale), episodio 04, Emitido el 30 de septiembre de 1972: Un experto en ballenas y su hijo en silla de ruedas visitan el Laboratorio Submarino. Mientras los nietos del capitán Murphy juegan con él y le enseñan a no ser tímido y a superar sus temores, el resto de la tripulación intentan persuadir a un cazador de ballenas de no matar a una ballena azul, la cual había llegado al Mar Monte. Dicho cazador llamado Brook estaba obsesionado con ser el primero en matar a esa ballena, pero al final se le convence que sería mejor tomarle una fotografía, en vez de arponearla.
6. El amante de los tiburones (The Shark Lover), episodio 05, Emitido el 7 de octubre de 1972: Un científico sospecha que la tripulación del Laboratorio Submarino está causando daño contra los tiburones, poniendo en peligro a los tiburones que está estudiando. Entonces decide tomar medidas desesperadas, sin antes comprobar los hechos.
7. El tiburón peregrino (The Basking Shark), episodio 06: Emitido el 14 de octubre de 1972.
8. Donde los peligros son muchos (Where Dangers Are Many), episodio 07: Emitido el 21 de octubre de 1972.
9. Decisiones (Backfire), episodio 08, Emitido el 28 de octubre de 1972: Los miembros del Laboratorio se encuentran fuera del Submarino tratando de capturar una Mantarraya eléctrica, cuando de pronto divisan un grupo de extrañas figuras, que resultan ser buscadores de petróleo. Estos están perforando el lecho marino y perjudicando a sus habitantes, el Laboratorio Submarino les dio permiso para cavar, pero sin saber que ellos los perjudicarían. Entonces intentan que los perforadores reubiquen su excavación y se trasladen a un campo a millas de distancia del Laboratorio, pero los hombres se niegan y no dan su brazo a torcer. Tras esto, sobreviene un tsunami, que provoca que toda su operación petrolera sea destruida. El episodio recibe el nombre de "Decisiones", porque si los hombres hubieran escuchado a la tripulación y hubieran decidido retirarse, nada de esto habría sucedido.
10. La inmersión más profunda (The Deepest Dive), episodio 09, Emitido el 4 de noviembre de 1972: La tripulación del Laboratorio Submarino está probando un nuevo vehículo sumergible llamado la "Bola de Crystal", que está hecho de vidrio y sobre todo se supone que es mejor que los sumergibles convencionales como el "Minisub", que es el vehículo usado en el Laboratorio. Se les da la misión de colocar una unidad de sismógrafos en el fondo de una parte profunda del mar, pero por alguna razón, el aparato deja de funcionar. La tripulación regresa con una unidad de reemplazo y se dan cuenta de que un calamar gigante había tomado la primera unidad y la usó como material para su casa de roca. El calamar atrapa la bola de cristal y la tripulación se queda atascada tratando de escapar de sus garras. Con el tiempo, logran salir libres y la nueva unidad de sismógrafos vuelve a funcionar.
11. El desafío (The Challenge), episodio 10, Emitido el 11 de noviembre de 1972: Los habitantes del Laboratorio conocen a Alex, un arqueólogo que le ha dedicado los últimos 7 años de su vida a encontrar el barco hundido "El bikingo", que naufragó hace más de cien años.  Se rumorea que el barco llevaba algunos tesoros aztecas. Chuck, hermano de Alex, está muy entusiasmado por el descubrimiento, pero ese entusiasmo se está poniendo en el camino de su hermano. El Laboratorio Submarino sigue las reglas y directrices que garanticen la seguridad, pero evitando que Chuck encuentre el tesoro más rápido. Alex está dispuesto a reducir sus posibilidades de encontrar el barco si eso significa perder vidas, pero Chuck no permitirá que esos últimos 7 años de vida de su hermano sean tirados al agua para nada.
12. La colisión del Aquarius (Collision of the Aquarius), episodio 11, Emitido el 18 de noviembre de 1972:  Una base submarina rival llamado Aquarius está siguiendo al Laboratorio Submarino para intentar robar su información de investigación. Cuando el Aquarius da un giro equivocado, los dos laboratorios chocan, y el reactor atómico del Aquarius resulta seriamente dañado. Si el reactor no es reparado para dentro de 6 horas, se sobrecalentará y explotará, amenazando las vidas de todos a bordo de ambas naves. – la base y el guion de este capítulo fueron usados en gran parte para la realización del episodio "Emergencia Nuclear" de la serie Sealab 2021 episodio "7211".
13. La captura (The Capture), episodio 12: Emitido el 25 de noviembre de 1972.
14. La historia ártica (The Arctic Story), episodio 13, emitido el 2 de diciembre de 1972: Los miembros de la tripulación salen del Laboratorio en una expedición de rescate, utilizando el delfín submarino en una desesperada búsqueda para encontrar la Estación de Hielo Cebra, una base de investigación ártica. Deben llegar a tiempo para salvar la vida de los dos hombres a bordo, pero eso no será nada fácil, ya que la estación está hundida debajo de un témpano de hielo.
15. S.O.S: Señal oceánica del Sealab (S.O.S.- Sealab Ocean Signal): Episodio no emitido: La tripulación está en peligro. De hecho, el Laboratorio Submarino está en inminente riesgo de explotar, a causa de productos químicos tóxicos.
16. La Utopía de Cassidy (Utopia of Cassidy), Episodio no emitido: La tripulación del Laboratorio Submarino descubre una isla paradicíaca, o por lo menos eso parece.

## Créditos de producción
- Producción y dirección: William Hanna y Joseph Barbera.
- Diseño de producción: Iwao Takamoto.
- Dirección de guion: George Gordon, Earl Klein, George Singer, Paul Sommer, Irv Spector, Warren Tufts.
- Animación: Ron Campbell, Bob Carr, Bill Hutten, Ed Love, Tony Love, Alex Toth.
- Artistas de fondos: John Bell, Daniela Bielecka, Janet Brown, William Butler, Rene Garcia, Phil Lewis, Cathy Patrick, Walt Peregoy, Anthony Rizzo.
- Diseño: Nikita Knatz, Sylvia Mattinson, Floyd Norman.
- Dirección de sonido: Richard Olson, Bill Getty.
- Música original: Hoyt S. Curtin
- Montaje: Pat Foley, Richard C. Allen .
- Supervisor de edición: Larry C. Cowan.
- Consultor de negativos: William E. DeBoer.
- Títulos: Iraj Paran.
- Supervisor de tinta y pintura: Jayne Barbera.
- Camarógrafos: Dick Blundell, Ralph Migliori, Roy Wade, Dennis Weaver.
- Una producción original de Hanna-Barbera Productions: ©Copyright 1972 Hanna-Barbera Productions, Inc.